# DASH 1
DASH 1 (Density And Scale Height)  – amerykański wojskowy sztuczny satelita Ziemi. Prawdopodobnie niewielki balon do pomiaru gęstości atmosfery na bardzo dużych wysokościach. Trwałość orbity szacowana jest na 50 lat.